# Kathedrale von Antigua Guatemala

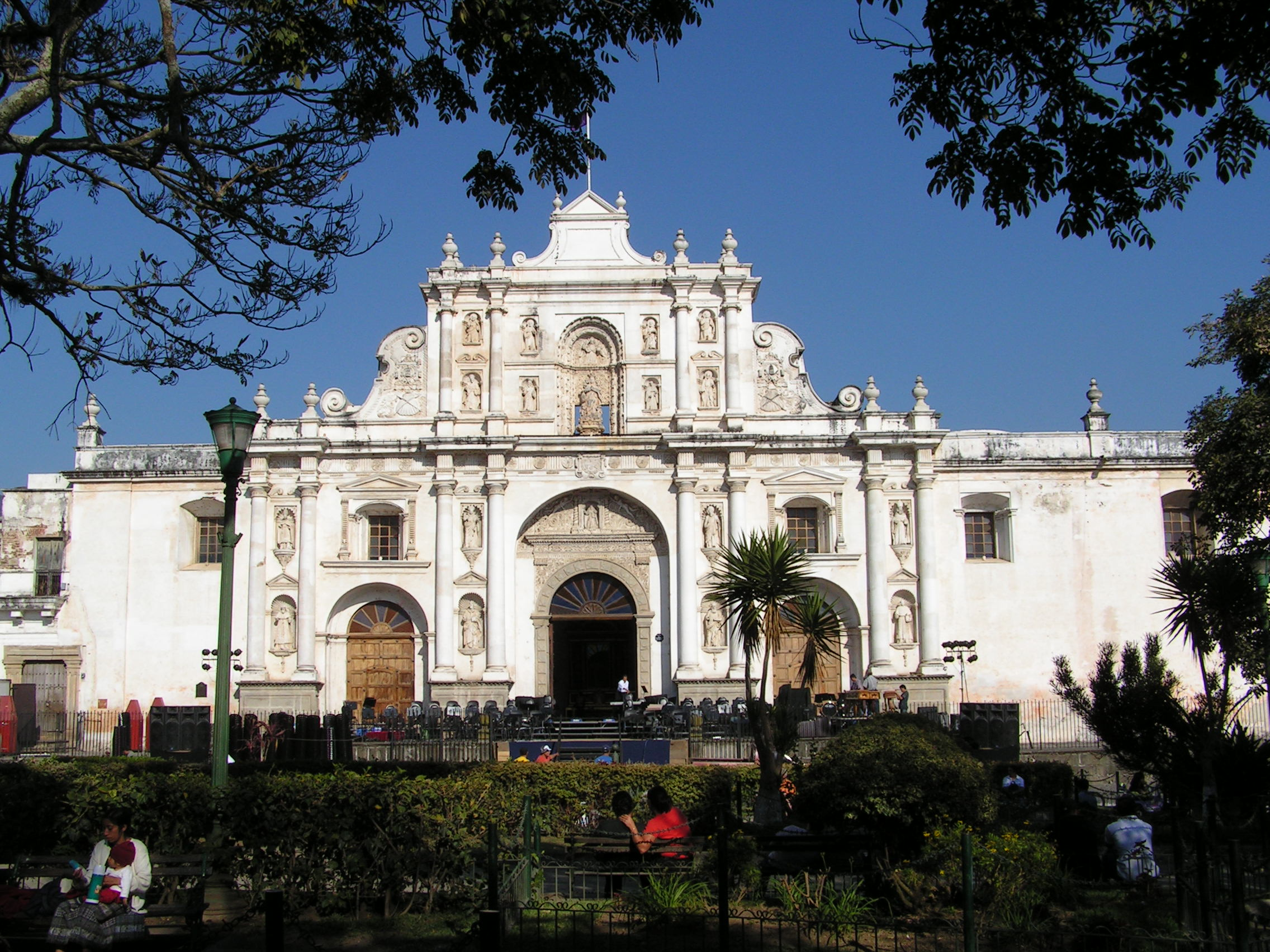
Fassade der ehemaligen Kathedrale San José

Die Kathedrale von Antigua Guatemala (spanisch Catedral de San José) war die Bischofskirche (Catedral Metropolitana) von Antigua Guatemala, der ehemaligen Hauptstadt des spanischen Generalkapitanats Guatemala. Der ursprüngliche Bau war zu ehren des Apostels Jakobus (Santiago) geweiht, dem Schutzpatron der Conquista; nach der Verlagerung des Bischofssitzes in das heutige Guatemala-Stadt erhielt die in den alten Gemäuern verbliebene Pfarrkirche das Patrozinium des hl. Josef.

## Lage
Die ehemalige Catedral Primada de Santiago de los Caballeros liegt an der Ostseite der Plaza Central im Zentrum der Altstadt von Antigua. Südlich davon befindet sich der Gebäudekomplex der im Jahr 1676 gegründeten alten Universität San Carlos.

## Geschichte
Nach der Zerstörung und Verlegung der alten Hauptstadt von Ciudad Vieja in das heutige Antigua Guatemala im Panchoy-Tal im Jahr 1543 entstand ein Neubau, der jedoch bereits 40 Jahre später einem Erdbeben zum Opfer fiel. Ein Neubau wurde unternommen, der jedoch um die Mitte des 17. Jahrhunderts nach einem erneuten Erdbeben beschädigt war und abgerissen wurde. Der heutige Bau entstand in barockem Stil in den Jahren 1669 bis 1678 und wurde 1680 geweiht, doch bereits aus dem Jahr 1718 sind umfangreiche Ausbesserungen der Gewölbe dokumentiert. Das schwere Erdbeben des Jahres 1773 überstand nur der untere Teil der Fassade halbwegs unbeschadet – ansonsten stürzten sämtliche Gewölbe der Kirche ein. Da der spanische König die Verlegung der Stadt beschloss, wurde der Bau aufgegeben und nur zu einem kleinen Teil als Pfarrkirche wiederhergestellt. Ein Teil des ehemaligen Mobiliars wurde in das Gebäude der benachbarten Universität verbracht.

## Architektur

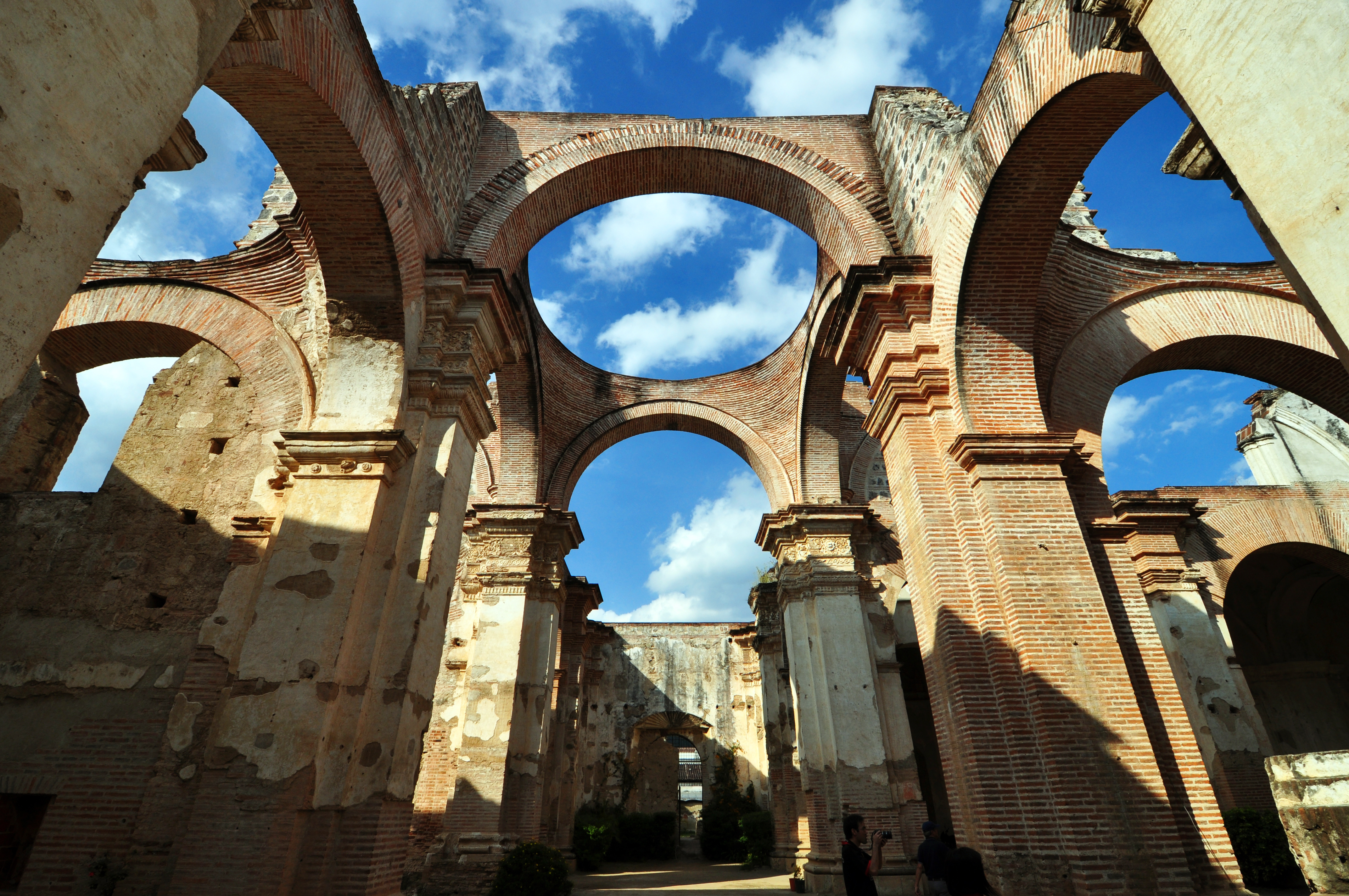
Zerstörtes Langhaus und Vierung

Die komplett aus Ziegelsteinen errichtete und anschließend mit Stuck überzogene Fassade zeigt in der Erdgeschossebene ein dreiportaliges Triumphbogenschema, das von vier Doppelsäulenpaaren gerahmt wird In den dazwischen befindlichen Nischen stehen Figuren von Aposteln und Kirchenvätern; über dem Mittelportal befindet sich eine Statue von Santiago. Der dahinter befindliche Kirchenraum ist durch eine Wand vom hinteren Teil der ehemaligen Kathedrale abgetrennt. Diesen betritt man von der Südseite aus – er war dreischiffig und hatte ein Querhaus; die Vierung war von einer Kuppel überhöht. Im Bereich vor der ehemaligen Apsis weist eine Marmorplatte auf die sich in der – heute verschütteten – Krypta befindliche Grabstätte von Bernal Díaz del Castillo hin, einem Soldaten und Chronisten der Eroberung des Aztekenreiches unter Hernán Cortés. Auch die Asche des in Mexiko verstorbenen Eroberers von Guatemala, Pedro de Alvarado, soll hier beigesetzt worden sein.